# George Stacy
 (janvier 2009).
Si vous disposez d'ouvrages ou d'articles de référence ou si vous connaissez des sites web de qualité traitant du thème abordé ici, merci de compléter l'article en donnant les références utiles à sa vérifiabilité et en les liant à la section « Notes et références ».
George Stacy est un personnage appartenant au monde du comics Spider-Man
C'est un policier à la retraite passionné par Spider-Man. Il est le père de Gwen Stacy, la petite amie de Peter Parker alias Spider-Man. Lors d'un combat de l'araignée avec le Docteur Octopus, ce dernier fait tomber un morceau de cheminée dans la rue et le capitaine Stacy meurt après avoir sauvé la vie d'un enfant. Il meurt dans les bras de l'araignée en l'appelant Peter... Ces dernières paroles furent de demander de prendre soin de sa fille. Peter se rappela de nombreuses fois Georges, il croit l'avoir trahi en n'ayant pas protégé Gwen, qui est morte lorsque Peter lui brise la nuque en essayant de la sauver.

## Autres médias

### Films
- James Cromwell interprète George Stacy dans Spider-Man 3.
- Denis Leary interprète George Stacy dans The Amazing Spider-Man et The Amazing Spider-Man : Le Destin d'un héros (The Amazing Spider-Man 2).

### Spectacular Spider-Man
George Stacy apparait dans la série télévisée d'animation de 2008 Spectacular Spider-Man. Il est ici présenté comme un commissaire, l'enseignant en lois à l'université de Peter, et l'un des rares policier ayant un avis complètement favorable sur Spider-Man : lorsque Venom commet des vols en se faisant passer pour l'Homme-Araignée, Stacy commence par observer pour trouver des preuves de l'innocence de Spider-Man, et remarque la différence entre les musculature, design de costume et méthode de combat. Dans la saison 2, il laisse plusieurs fois entendre par insinuation qu'il sait que Peter est Spider-Man.

## Liens
- Ressources relatives à la bande dessinée :   - Comic Vine
  - Marvel